# Sankt Joost (Stinstedt)

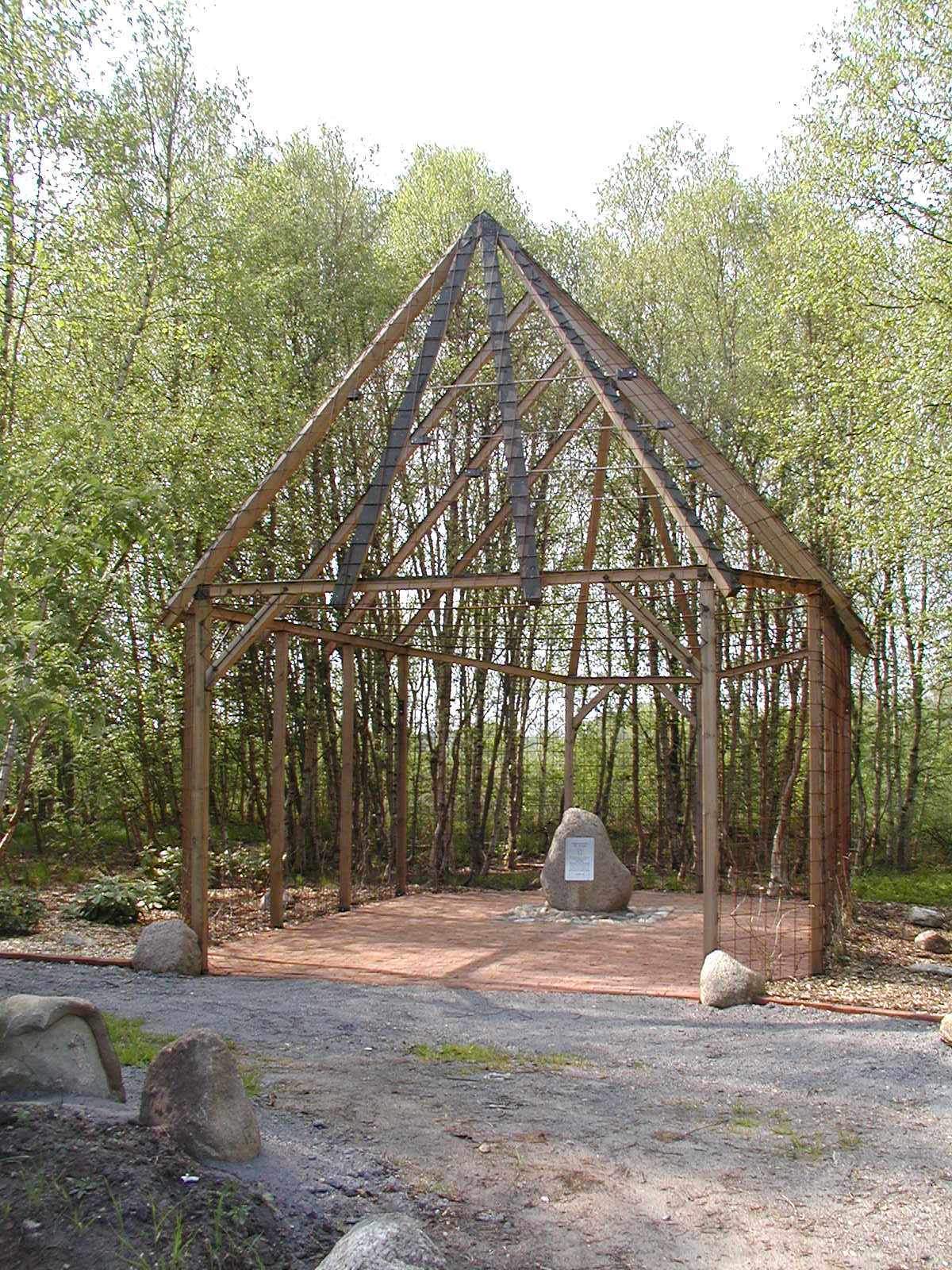
Das Denkmal der Wallfahrtskapelle St. Joost

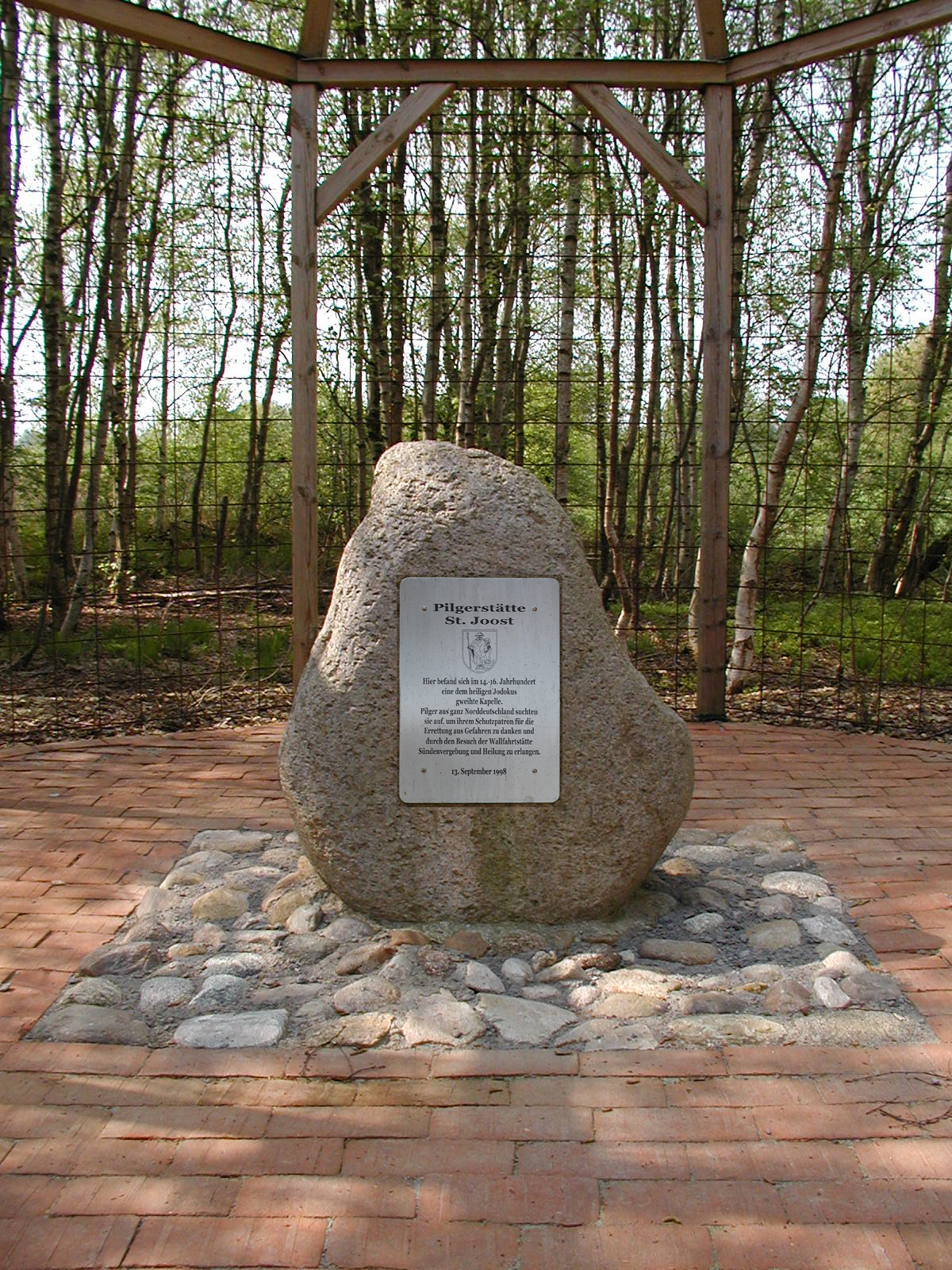
Der Gedenkstein zur Wallfahrtskapelle St. Joost

Sankt Joost ist ein Ortsteil der Gemeinde Stinstedt im Landkreis Cuxhaven in Niedersachsen. Er liegt zwischen Odisheim und Stinstedt.

## Geschichte
In der Gemeinde Stinstedt (Landkreis Cuxhaven) entdeckt der Besucher in den Niederungen des Landes Hadeln an landschaftlich reizvoller Stelle die Gedenkstätte „St. Joost“. Sie erinnert an die hier im Mittelalter überregional bedeutende Wallfahrtskapelle für den Heiligen Jodokus. Der 1998 von den Gemeinden Stinstedt und Odisheim errichtete Gedenkstein an St. Joost findet sich unweit der Straße zwischen den beiden Orten in der Nähe des Hadelner Kanals. Eine Hinweistafel weist heute auf die gärtnerisch gestaltete Anlage hin, in der in einem Birkenhain eine kirchenartige Holzkonstruktion zum Verweilen einlädt.
Im Mittelalter entwickelte sich Sankt Joost zum weithin beliebten Wallfahrtsort, der von Pilgern aus vielen norddeutschen Städten besucht wurde. Ziel der Wanderer war die kleine reich ausgestattete Jodokuskapelle, die bereits 1367 erwähnt wird. Die Ansiedlung um diese Kapelle ist bereits seit 1475 urkundlich nachgewiesen. Zur Erinnerung und Beglaubigung ihrer Pilgerschaft nach St. Joost erhielten die Reisenden aus Metall gegossene Pilgerzeichen, auf denen die Figur des St. Jodokus zu sehen ist.
Zur Anlage gehörte eine Reihe von Häusern, in denen Reisende aufgenommen und Kranke behandelt wurden. Die aus Eichenholz in den Moorboden gerammten Pfosten dienten als Fundamente. Sie wurden in den Jahren 1925 und 1932/33 von Arnold Dock und W. Klenck mit vielen mittelalterlichen Objekten und Münzen in einer Ausgrabung entdeckt.
Nach der Reformation verfiel die Kapelle Sankt Joost, weil die evangelisch gewordenen Norddeutschen nicht mehr auf Pilgerschaft gingen. Die Kapelle wurde 1541 abgerissen, das Inventar auf die umliegenden Kirchengemeinden verteilt. Die Altarleuchten aus dem 15. Jahrhundert und die Kreuzigungsgruppe aus dem 16. Jahrhundert sollen von der Kapelle nach Bülkau gegangen sein. Sie zeigt neben Jesus die Mutter Maria und seinen Lieblingsjünger Johannes. Der um 1490 angefertigte Messkelch aus der Kapelle von St. Joost wird heute in der Kirche von Lamstedt für die Abendmahlsfeiern verwendet.
Der Heimatbund „Männer vom Morgenstern“ (Bremerhaven) übernahm 2008 die Gedenkstätte „Sankt Joost“ mit einer kirchlich gestalteten Feier in die Reihe der historisch, kulturell und naturgeschichtlich bedeutsamen „Wegmarken“ des Landkreises Cuxhaven.

## Der Heilige Jodokus
Der in Norddeutschland verbreiteten Name „Joost“ ist eine Abwandlung des Heiligennamens Jodokus. Dieser war ein bretonischer Prinz, der im 7. Jahrhundert lebte, auf seinen hohen Rang verzichtete, um als gottergebener Einsiedler zu leben. Jodokus galt später als Beschützer der Pilger, der Schiffer und der Bäcker. Jodokus als Pilger schmückt heute das Wappen der Gemeinde Stinstedt.